# 1928 في إيطاليا
فيما يلي قوائم الأحداث التي وقعت خلال عام 1928 في إيطاليا.

## سياسة

### تعيين في المنصب
- 1 يناير – جيوفاني جنتيلي Director of the Scuola Normale Superiore ‏.

## مواليد

### يناير
- 9 يناير – دومينيكو مودونيو مغني إيطالي.
- 18 يناير – جيوفاني جياكومازي لاعب كرة قدم إيطالي.

### يوليو
- 4 يوليو – جامبييرو بونيبيرتي لاعب كرة قدم إيطالي.
- 26 يوليو – فرانشيسكو كوسيغا سياسي إيطالي.

### سبتمبر
- 30 سبتمبر – إيمليو كابريلي لاعب كرة قدم إيطالي.

### أكتوبر
- 16 أكتوبر – ناندو غازولو ممثل إيطالي.
- 21 أكتوبر – أرديكو ماغنيني لاعب كرة قدم إيطالي.

### نوفمبر
- 10 نوفمبر – إنيو موريكوني موسيقي إيطالي.
- 18 نوفمبر – رينو بينيديتي درّاج طريق إيطالي.
- 23 نوفمبر – رومولو فيري متسابق دراجات نارية إيطالي.

### ديسمبر
- 15 ديسمبر – غويدو سالا متسابق دراجات نارية إيطالي.

## وفيات

### فبراير
- 29 فبراير – أرماندو دياز (مواليد 1861) قائد عسكري إيطالي.

### يوليو
- 17 يوليو – جيوفاني جوليتي (مواليد 1842) سياسي إيطالي.

### ديسمبر
- 21 ديسمبر – لويجي كادورنا (مواليد 1850) مارشال إيطالي.